# Білянино (Леб'яжівський округ)
Біля́нино (рос. Белянино) — присілок у складі Леб'яжівського округу Курганської області, Росія.
Населення — 148 осіб (2010, 227 у 2002).